# Deipsee
Der Deipsee ist ein See auf dem Gebiet der Stadt Dassow im Landkreis Nordwestmecklenburg in Mecklenburg-Vorpommern. Der ovale See mit einer Länge von 400 Metern und einer Breite von 260 Metern liegt auf 0,6 m ü. NHN und wird von der Harkenbäk durchflossen. Er hat eine Tiefe von weniger als 1,5 Meter und ist umgeben von sumpfigen baum- und buschbestandenen Flächen.
Rund 160 Meter nördlich des Sees verläuft die Kreisstraße 3 von Pötenitz nach Harkensee, das nur 600 Meter östlich des Sees liegt. Von dort führt ein Fußweg zu einem Bootssteg an der Südostseite des Sees. Direkt südlich des Deipsees liegt der Burgwall Feldhusen, auch Harkenwall genannt, auf dem Schlossberg.
Der Deipsee ist Teil des Naturschutzgebietes Küstenlandschaft zwischen Priwall und Barendorf mit Harkenbäkniederung.

## Nachweise
1. 1 2 3 4 5 6 7  Geodatenviewer des Amtes für Geoinformation, Vermessungs- und Katasterwesen Mecklenburg-Vorpommern (Hinweise)